# Aéroport international d'Alexandria
Pour les articles homonymes, voir AEX.
L'aéroport international d'Alexandria (code IATA : AEX • code OACI : KAEX • code FAA : AEX) dessert la ville d'Alexandria en Louisiane.
Créé en 1942 pour l'US Air Force, il était connu avant 1992 sous le nom d'England Air Force Base.

## Situation
| Alexandria Baton Rouge Lafayette Lake Charles La Nouvelle-Orléans Monroe Shreveport |

## Compagnies et destinations
| Compagnies              | Destinations        |
| ----------------------- | ------------------- |
| American Eagle          | Dallas-Fort Worth   |
| Delta Connection        | Atlanta H.-Jackson  |
| United Express          | Houston-George Bush |
| World Atlantic Airlines | Charter: Miami      |

Édité le 12/11/2018